# Marinestützpunktkommando Kiel
Das Marinestützpunktkommando Kiel ist eine Dienststelle der Deutschen Marine in Kiel.

## Aufgaben

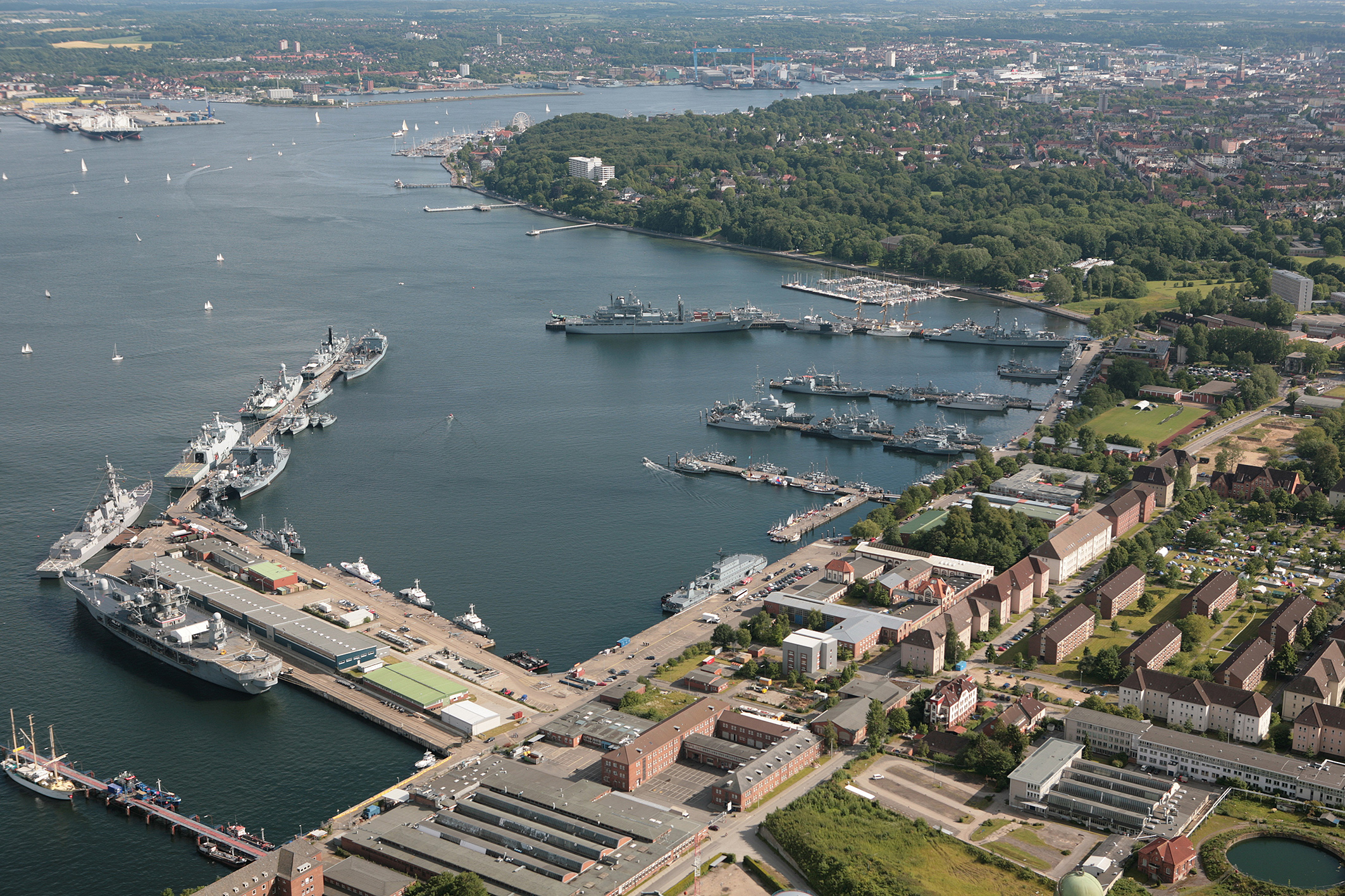
Der Marinestützpunkt Kiel aus der Luft

Aufgabe des Kommandos ist die Versorgung der zum Marinestützpunkt Kiel gehörenden Kommandos und Einrichtungen der Marine und aller den Stützpunkt anlaufenden schwimmenden Einheiten. Hinzu kommt die Führung weiterer unterstellter Dienststellen und die fachliche Leitung der Kraftfahrbereitschaften in den Stützpunkten des Ostseebereichs. In der Aufbauphase war das Stützpunktkommando außerdem verantwortlich für den Aufbau des Stützpunkts Kiel und später des Stützpunkts Olpenitz, die militärische Sicherung des Küstenvorfelds und die Übernahme und Betreuung der ehemaligen Seegrenzschutzanlagen in Neustadt in Holstein. Der Stützpunkt hat an Bedeutung und Leben erheblich verloren, weil die Zerstörerflottille aufgelöst ist und die Schnellboote nach  Warnemünde verlegt wurden. Nur zwei Minensuchgeschwader sind noch in Kiel.

## Geschichte

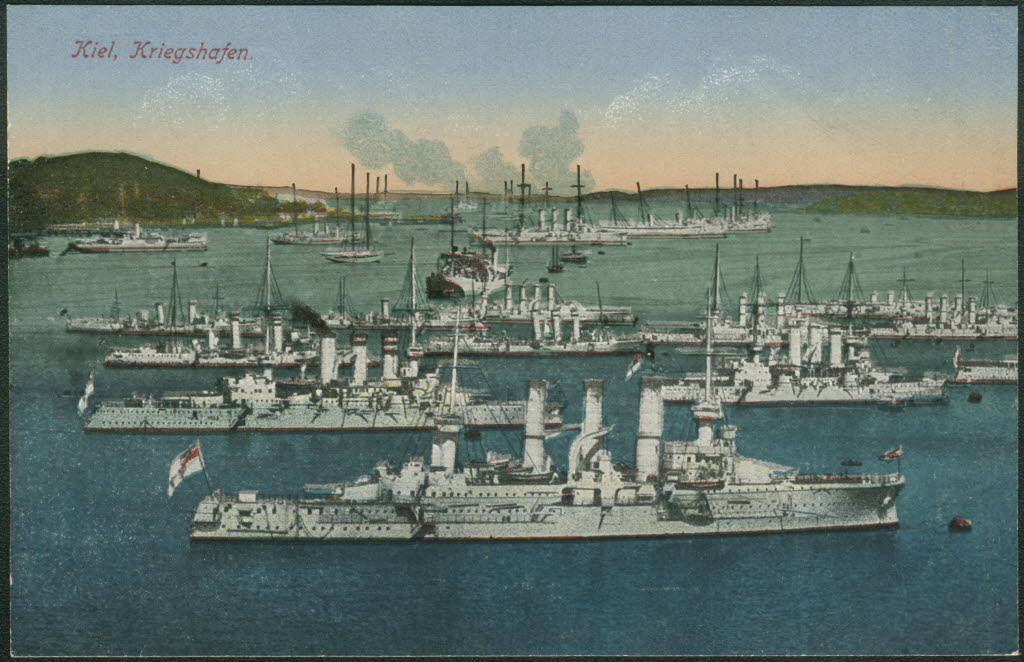
Kriegshafen Kiel um 1905

Die erste Seestreitkraft der deutschen Marinegeschichte, die Kiel als Stützpunkt nutzte, war die Schleswig-Holsteinische Marine. Ihr diente Kiel von 1848 bis 1852 als wichtigste Basis mit allen für den Betrieb der Marine erforderlichen Einrichtungen.
Nach dem Deutsch-Dänischen Krieg kam Kiel 1864 zwar unter österreichische Verwaltung, jedoch konnte die preußische Marine hier bereits 1865 einen Kriegshafen errichten. Sie begann, ihren Hauptstützpunkt von Danzig zu verlegen, weil sich Kiel wegen des geplanten Nord-Ostsee-Kanals in einer strategisch besseren Position befand. Seine Rolle als wichtigster deutscher Stützpunkt in der Ostsee wuchs nach der Gründung der Marine des Norddeutschen Bundes 1867 und deren Überführung in die Kaiserliche Marine 1871. Mit dem Reichskriegshafengesetz wurde die seit 1871 bestehende Stellung Kiels als Reichskriegshafen 1883 bestätigt.
Nach dem Ersten Weltkrieg begrenzten die Regelungen des Versailler Vertrages zwar den Umfang der nunmehr als Reichsmarine bezeichneten deutschen Seestreitkräfte, aber Kiel behielt seine Rolle als wichtigster Stützpunkt in der Ostsee. Mit dem Aufbau der Kriegsmarine ab 1935 wuchs die Bedeutung des Marinehafens, wodurch er im Zweiten Weltkrieg zu einem wichtigen Ziel der Luftangriffe auf Kiel wurde.
In der Nachkriegszeit wurde der Hafen von der Royal Navy und (bis 1947) vom  deutschen Minenräumdienst genutzt. 1951 stationierte der neu aufgestellte Seegrenzschutz einen Teil seiner Einheiten im Stützpunkt Kiel-Wik und übergab die Einrichtung 1956 an die Bundesmarine. Bei der Auflösung des Seegrenzschutzes am 1. Juli 1956 wurde ein Teil der übergebenen Schiffe und Boote dem Marinestützpunktkommando direkt unterstellt. Auch der spätere Kommandeur des Marinestützpunktkommandos, Fregattenkapitän (ab 1959 Kapitän zur See) Klaus Scholtz, kam vom Seegrenzschutz.
Das erste Marinestützpunktkommando Kiel wurde am 2. Mai 1956 aufgestellt und unterstand dem Marineabschnittskommando Ostsee. Am 30. September 1994 wurde das Kommando aufgelöst und am 1. Oktober 2001 neu aufgestellt. Seit 2001 unterstand es dem Marinestützpunktkommando Wilhelmshaven. Seit dem 29. Juni 2006 sind die Marinestützpunktkommandos an der Ostsee der Einsatzflottille 1 unterstellt.

## Kommandeure (Auswahl)
| Name                                      | von           | bis           | Bemerkung                                    |
| ----------------------------------------- | ------------- | ------------- | -------------------------------------------- |
| Korvettenkapitän Johannes Woidneck        | Mai 1956      | Juni 1956     |                                              |
| Fregattenkapitän Klaus Scholtz            | Juli 1956     | Dez. 1957     |                                              |
| Kapitän zur See Kurt Thoma                | Dez. 1957     | Apr. 1958     |                                              |
| Kapitän zur See Klaus Scholtz             | Apr. 1958     | Okt. 1959     |                                              |
| Kapitän zur See Werner Wierig             | Nov. 1959     | Mai 1962      |                                              |
| Kapitän zur See Hermann Lüdke             | Mai 1962      | Aug. 1963     |                                              |
| Fregattenkapitän Ernst Lorenz             | Aug. 1963     | Jan. 1964     | mit der Wahrnehmung der Geschäfte beauftragt |
| Kapitän zur See Gerd Schreiber            | Jan. 1964     | März 1964     |                                              |
| Fregattenkapitän Otto Schuhart            | Apr. 1964     | März 1965     |                                              |
| Fregattenkapitän Ernst Bauer              | Apr. 1965     | Okt. 1967     |                                              |
| Kapitän zur See Dietrich Hoffmann         | Okt. 1967     | Sep. 1970     |                                              |
| Kapitän zur See Burkhard Hackländer       | Okt. 1970     | März 1973     |                                              |
| Kapitän zur See Dirk Stricker             | Apr. 1973     | Sep. 1977     |                                              |
| Kapitän zur See Kurt Siewert              | Okt. 1977     | 1980          |                                              |
| Kapitän zur See Egon Kruse                | 1981          | 1982          |                                              |
| Kapitän zur See Louis-Ferdinand von Blanc | 1983          | 1985          |                                              |
| Kapitän zur See Hans-Dietrich Meiburg     | 1986          | 1991          |                                              |
| Kapitän zur See Uwe Büttner               | 1992          | 1994          |                                              |
|                                           | …             |               |                                              |
| Fregattenkapitän Kurt Kühl                | Juli 2005     | ?             |                                              |
| Fregattenkapitän Michael Eichhorn         | ?             | 21. Sep. 2016 |                                              |
| Fregattenkapitän Alexander Koch           | 21. Sep. 2016 | 24. Sep. 2019 |                                              |
| Fregattenkapitän Lars Petersen            | 24. Sep. 2019 | 26. Sep. 2022 |                                              |
| Fregattenkapitän Jan Dobberstein          | 26. Sep. 2022 |               |                                              |

## Organisation

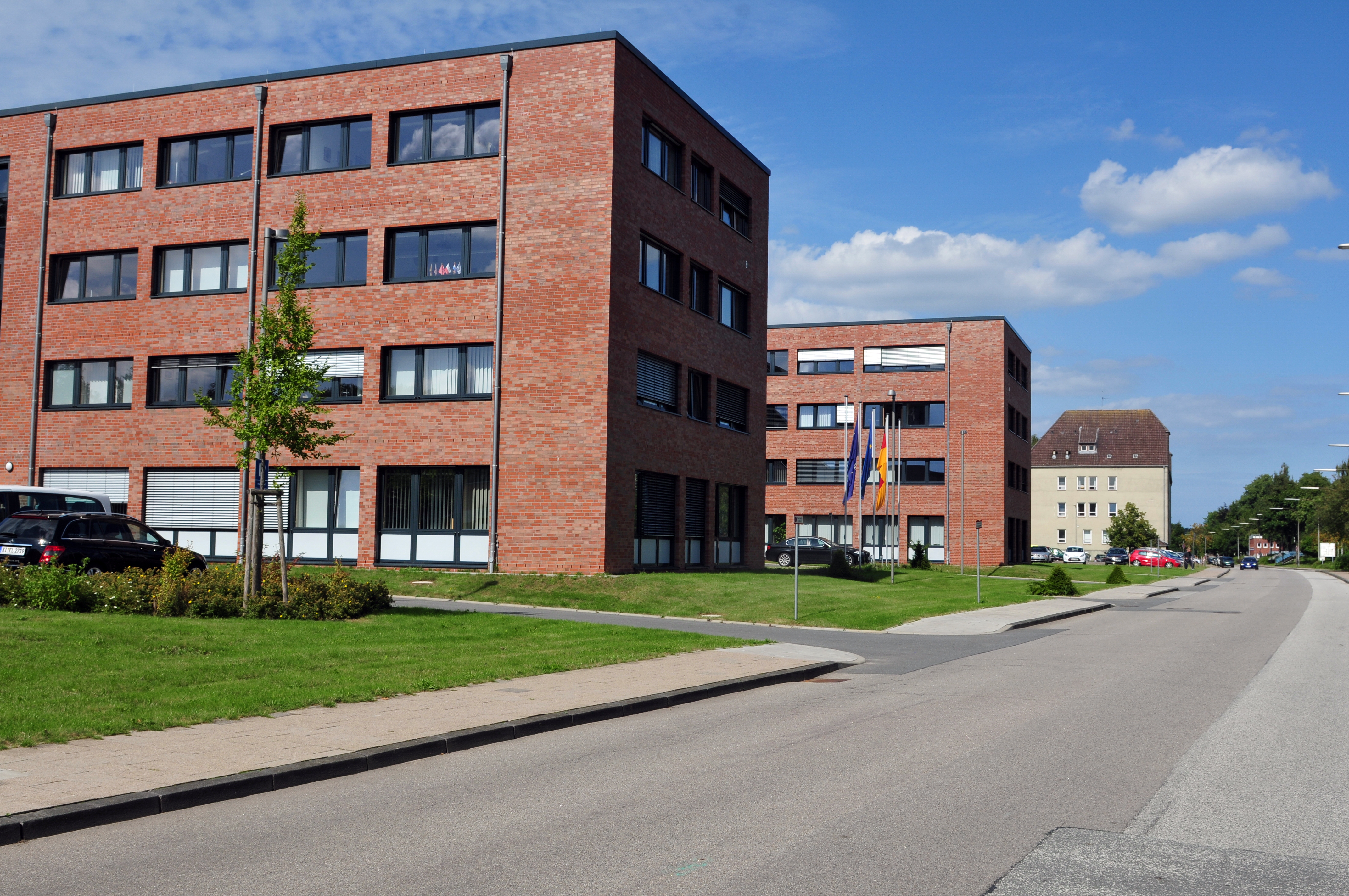
Stabsgebäude der Einsatzflottille 1 und des Centre of Excellence for Operations in Confined and Shallow Waters

Dem Marinestützpunktkommando unterstehen oder unterstanden zeitweise der Stützpunkt Kiel, verschiedene Dienststellen und Einheiten im Bereich des Stützpunkts und Außenstellen. Kommandeur des Marinestützpunktkommandos war bis 1994 regelmäßig ein Kapitän zur See. Seit 2001 ist es ein Fregattenkapitän.

### Stützpunkt Kiel
Der Stützpunkt Kiel untersteht dem Marinestützpunktkommando und wird vom Hafenkapitän geleitet. Von 1994 bis 2001 unterstand der Stützpunkt dem Marineabschnittskommando Nord. Er liegt im Stadtteil Kiel-Wik und besteht aus Hafenanlagen und Landeinrichtungen. Der Hafen wird von der Scheer-Mole im Norden und der Tirpitz-Mole im Süden begrenzt. „Tirpitzhafen“ ist eine gebräuchliche Bezeichnung für den gesamten Marinestützpunkt.

### Hilfsschiffe

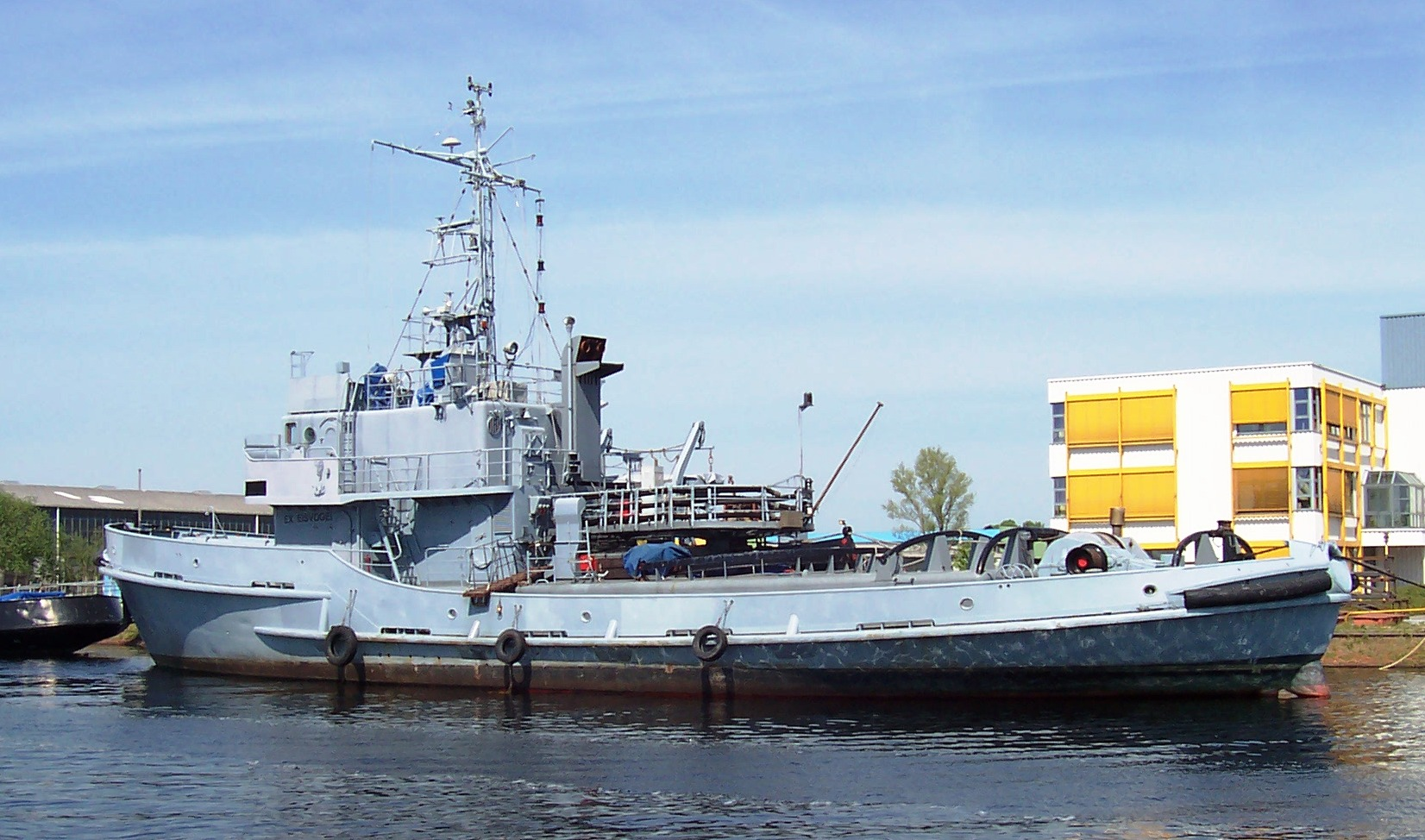
Eisbrecher Eisvogel

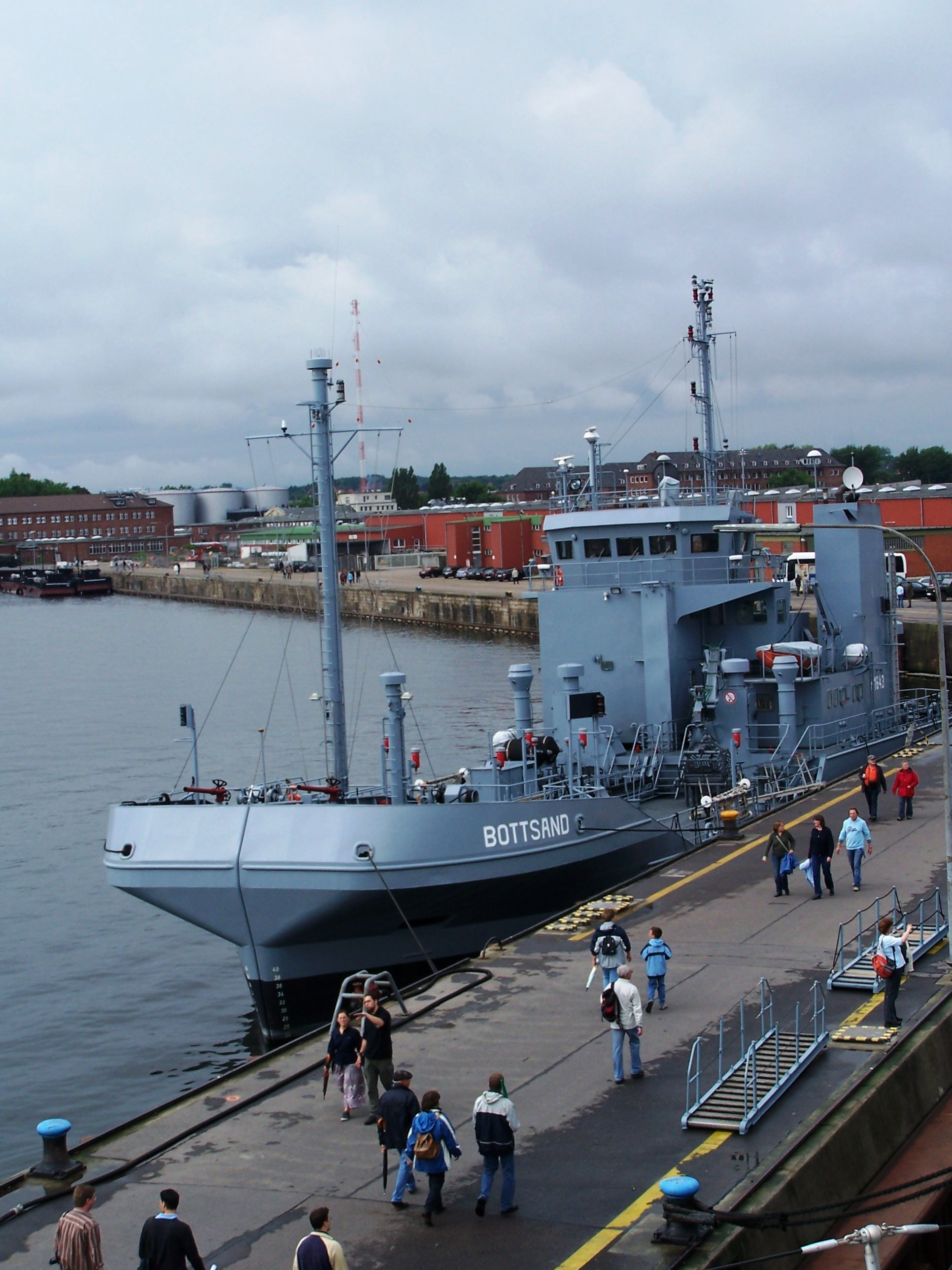
Ölauffangschiff Bottsand im Stützpunkt Kiel

Der Stützpunkt verfügte stets über eine Anzahl von Hilfs- und Hafenfahrzeugen. Dazu gehören Schlepper, kleine Tanker und weitere Ver- und Entsorgungsfahrzeuge.

### Marinesanitätsstaffel Kiel
Die Marinesanitätsstaffel Kiel wurde 1966 aufgestellt und unterstand bis dem Marinestützpunktkommando Kiel. Anschließend wurde sie dem Admiralarzt der Marine im Marineamt unterstellt und 1998 unter Umwandlung in ein Marinestandortsanitätszentrum dem Marinesanitätsabschnitt Ost zugeteilt. Seit 2001 gehört das Sanitätszentrum im Marinestützpunkt Kiel zum Zentralen Sanitätsdienst der Bundeswehr.

### Außenstellen
Dem Marinestützpunktkommando Kiel waren zeitweise mehrere Außenstellen unterstellt, die zum 1. Juli 1985 in Marinestützpunkte umbenannt wurden:
- Eckernförde (1957–1994, 2001–2003)
- Neustadt in Holstein (1957–1994)
- Hamburg (1958–1962)
- Großenbrode (1963–1967)

### Schwimmende Verbände
Mit Übernahme des Seegrenzschutzes wurden dessen Fahrzeuge im Wesentlichen drei Geschwadern zugeteilt, die dem Marinestützpunktkommando Kiel unterstanden. Sie hatten vor allem Ausbildungs- und Sicherungsaufgaben. Seit 1964 unterstehen dem Stützpunkt keine schwimmenden Verbände mehr.

#### Schulgeschwader Ostsee
Das Schulgeschwader Ostsee ging am 1. Juli 1956 aus der 3. Wachbootflottille des Seegrenzschutzes hervor. Es übernahm dessen sechs große Wachboote, die nunmehr als Schulboot bezeichnet wurden, und die Begleitschiffe des Seegrenzschutzes Eider und Trave. Das Geschwader bestand bis zum 30. September 1958.

#### 1. Hafenschutzgeschwader
Das 1. Hafenschutzgeschwader ging am 1. Juli 1956 aus der 1. und der 4. Wachbootflottille des Seegrenzschutzes hervor. Es war in Neustadt in Holstein beheimatet und bestand aus zehn Wachbooten des Typs Kriegsfischkutter. Bereits kurz nach der Aufstellung wurde das Geschwader in 1. Küstenwachgeschwader umbenannt. Im Januar 1962 übernahm das Geschwader die Boote des 3. Küstenwachgeschwaders, nachdem die eigenen Boote außer Dienst gestellt oder anderen Verwendungen zugeführt worden waren. Die übernommenen Boote wurden im zweiten Halbjahr 1963 außer Dienst gestellt und teilweise dem neu aufgebauten Bundesgrenzschutz (See) übergeben. Das Geschwader wurde anschließend aufgelöst.

#### 3. Hafenschutzgeschwader
Das 3. Hafenschutzgeschwader wurde am 15. November 1956 in Neustadt in Holstein aufgestellt. Seine Hauptaufgabe war die Sicherung des Schießplatzes Todendorf. Es verfügte über zehn Patrouillenbooten des Typs Weser River Patrol. Vier von ihnen hatten zuvor die Patrouillenbootflottille des Seegrenzschutzes gebildet. Sechs weitere, weitgehend baugleiche Boote kamen von der amerikanischen Labor Service Unit (B). Bereits kurz nach der Aufstellung wurde das Geschwader in 3. Küstenwachgeschwader umbenannt. 1958 erhielt das Geschwader die als Prototypen für eine geplante Bootsklasse Küstenwachboot 55 gebauten Boote Niobe und Hansa.
Nach Abgabe seiner Patrouillenboote an das 1. Küstenwachgeschwader im Januar 1962 verlegte der Geschwaderstab mit Niobe, Hansa und dem weiteren Neubau Ariadne (Klasse 362, später als Binnenminensuchboot Klasse 393 klassifiziert) nach Cuxhaven, wo es als 2. Küstenwachgeschwader dem dortigen Marinestützpunktkommando unterstellt wurde. Nach einem weiteren Unterstellungswechsel unter das Kommando der Minenstreitkräfte 1964 wurde es 1966 in 10. Minensuchgeschwader umbenannt und 1968 aufgelöst.

## Beheimatete Verbände und Schiffe

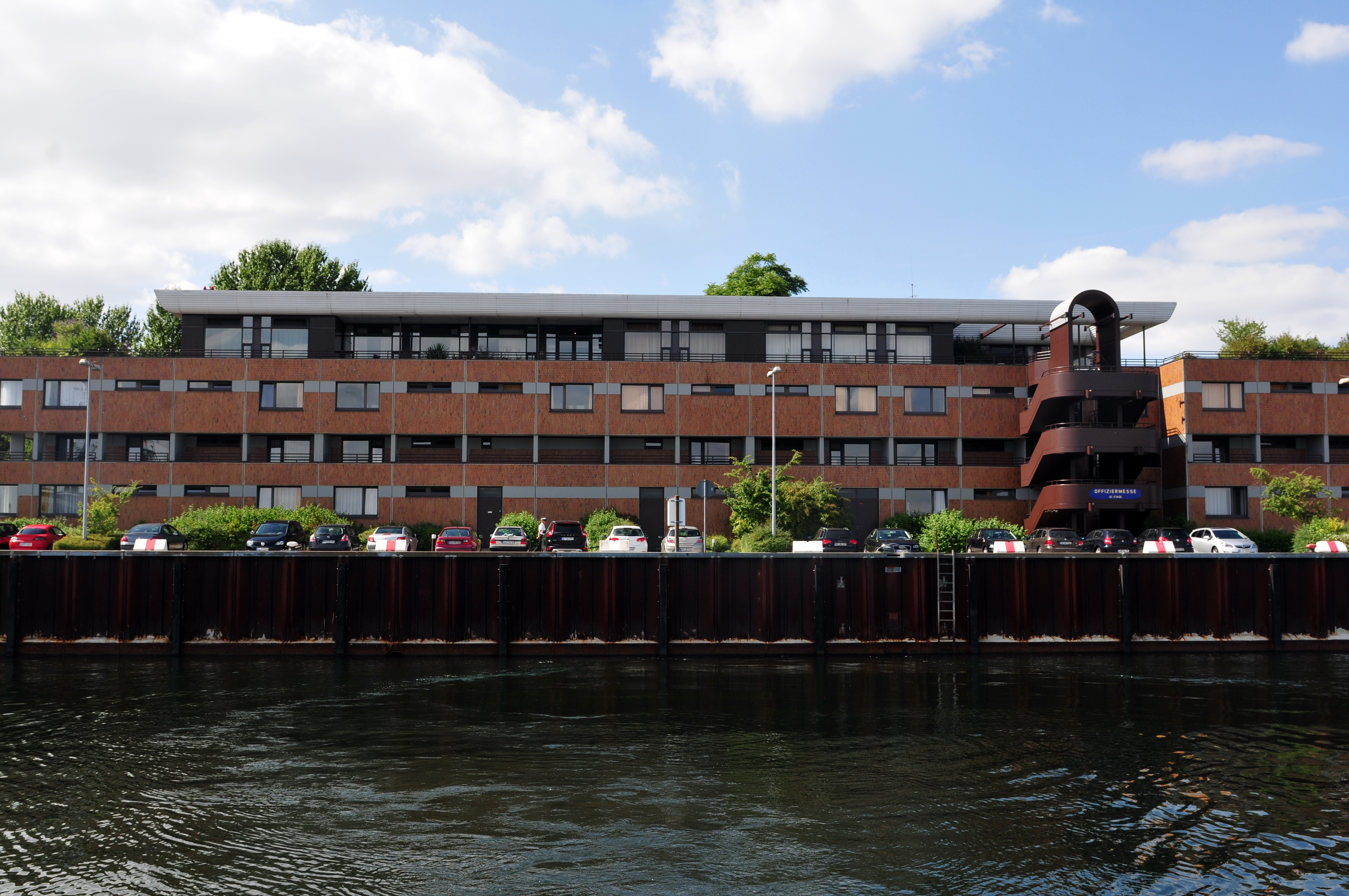
Im O-Heim können Bootsoffiziere nächtigen.

Im Stützpunkt Kiel waren im Laufe der Jahre eine Anzahl von Marineverbänden mit ihren Stäben, Schiffen und Booten beheimatet. Mit Ausnahme des Schulgeschwaders Ostsee und einiger Einzelfahrzeuge waren sie nicht dem Marinestützpunktkommando unterstellt.

### Zerstörer
- Zerstörerflottille (1966–1982)[A 4]
- 1. Zerstörergeschwader (1958–2003)
- 3. Zerstörergeschwader (1968–1981)

### Amphibische Kräfte
- 1. Landungsgeschwader (Liegeplatz Kiel-Stickenhörn) → Landungsbootgruppe Kiel (1977–1993), unterstellt der Amphibischen Gruppe

### Minenstreitkräfte
- 3. Minensuchgeschwader (1958–1992) (2005–heute)
- 5. Minensuchgeschwader (2006–2016)

### Schnellboote
- 1. Schnellbootgeschwader (1956–1967)
- 7. Schnellbootgeschwader (1961–1994)

### Schulverbände und -schiffe
- Schulgeschwader (Bundesmarine) (1960–1963)
- Schulgeschwader Ostsee (1956–1958)
- Segelschulschiff Gorch Fock (1958 bis heute)
- Schulschiff Deutschland (1963–1990)
- Segelschulboot Nordwind (1969–1972)

### U-Boote
- Ubootflottille (1960–1963, 1975–1998)
- 1. Ubootgeschwader (1961–2006)

### Versorgungseinheiten und Hilfsschiffe

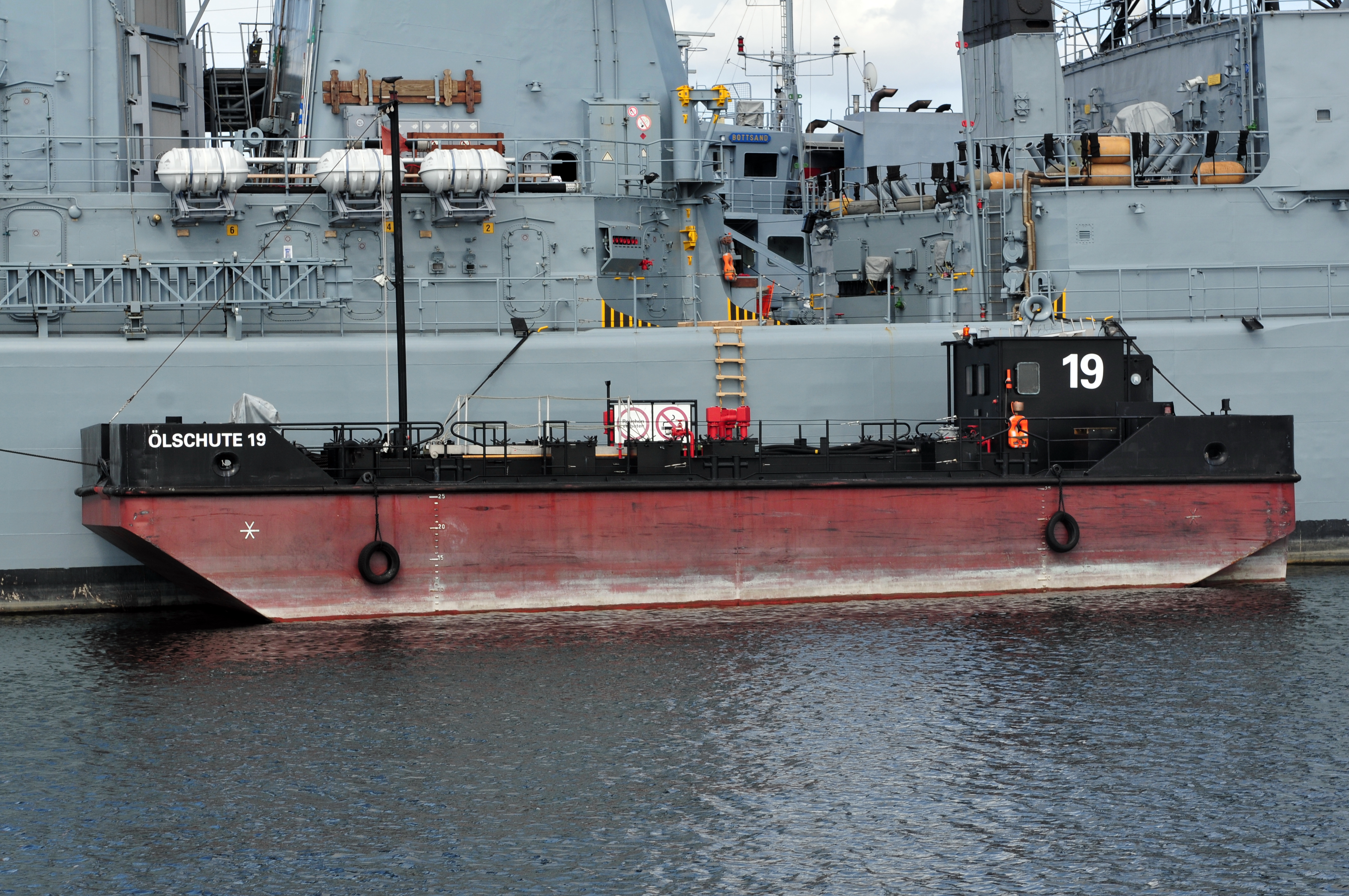
Ölschute

- 1. Versorgungsgeschwader (1967–1997) mit unterstellten Einheiten in allen Ostseestützpunkten
- Betriebsstofftransporter Spessart
- Einsatzgruppenversorger Frankfurt am Main (bis 2013)